# SIGGRAPH
SIGGRAPH (англ. Special Interest Group on Graphics and Interactive Techniques — Специальная группа по графическим и интерактивным методам) — специальная группа Ассоциации вычислительной техники по вопросам компьютерной графики.
Основное мероприятие — одноимённая ежегодная конференция, проводящаяся с 1974 года. Конференции SIGGRAPH проводились в Далласе, Сиэтле, Лос-Анджелесе, Новом Орлеане, Сан-Диего и в других городах США. В 1993 году в конференции впервые участвовали представители российских компаний.
C 2008 года проводится дополнительная ежегодная конференция «SIGGRAPH Asia».